# Toccolus kuryi
Toccolus kuryi is een hooiwagen uit de familie Epedanidae.